# Fågeltofta kyrka
Fågeltofta kyrka är en kyrkobyggnad en liten bit öster om byn Fågeltofta vid den gamla landsvägen. Den tillhör Brösarp-Tranås församling i Lunds stift.

## Kyrkobyggnaden
Kyrkan byggdes på 1100-talet i romansk stil. Långhuset byggdes bredare än koret och absiden. På 1400-talet gjordes en tillbyggnad i norr, och kyrkan välvdes med stjärnvalv. Tillbyggnaden sägs vara ett stort vapenhus. År 1818 byggdes tornet, och då revs en klockstapel som tidigare funnits vid kyrkan.
Det finns vissa fragment av kalkmålningar från 1400-talet i kyrkan, men dessa har överkalkats.

## Inventarier
- Predikstolen dateras till början av 1600-talet. På dess korg finns vapen som har med ägaren till Kronovalls slott att göra. En renovering av den kunde göras efter en testamentarisk gåva 1764 av Hovjunkaren Pehr Palmcreutz (1742-1764) på Bjäresjöholm. 150 Riksdaler Silvermynt kostade renoveringen och utöver det så bekostades transporten av predikstolen fram och tillbaka av majoren och riddaren von Essen och Palmcreutz släktingar.[1]
- Dopfunten dateras till 1100-talet.
- Altaret byggdes 1952 av rött tegel med en kalkstensskiva.
- En altartavla som bekostades genom en testamentarisk gåva av Hovjunkaren Pehr Palmcreutz 1764. Den kostade 350 Riksdaler Silvermynt och blev invigd i kyrkan 1766.[1]

### Orgel
- 1890 byggde Rasmus Nilsson, Malmö en orgel med 9 stämmor.
- Den nuvarande orgeln byggdes 1952 av A. Mårtenssons Orgelfabrik AB, Lund och är en pneumatisk orgel.

| Manual I      | Manual II     | Pedal       | Koppel   |
| Principal 8´  | Rörflöjt 8´   | Subbas 16´  | I/P      |
| Gedackt 8'    | Salicional 8' | Koralbas 4´ | II/P     |
| Oktava 4'     | Gemshorn 4'   |             | II/I     |
| Mixtur 3 chor | Svegel 2'     |             | II 16'/I |
|               |               |             | II 4'/I  |